# Kanadai eszkimó kutya
A kanadai eszkimó kutya (eskimo dog) egy kanadai fajta.

## Történet
Kr. e. 1000 körül alakulhatott ki. Évszázadokon át fontos szerepe volt az északi ember életében.

## Külleme
Marmagassága 51-69 centiméter, tömege 27-48 kilogramm. Az északi sarkvidékről származó fajta. Minden kutyaszínben tenyésztik. Fülei felállók, farkát hátára kunkorítja. Tömött bundája erős fagyban is megvédi a lehűléstől. 

## Jelleme
Természete elszánt és barátságos. Határozott bánásmódot igényel.   